# ابراهیم عابد
ابراهیم عابد بازیگر، مجری و استندآپ کمدین اهل افغانستان است که به خاطر شوخی با مسائل سیاسی و اجتماعی افغانستان شهرت دارند.

## زندگی
ابراهیم عابد، ولسوالی سرخ‌رود ولایت ننگرهار به دنیا آمد. عابد از کودکی مهارت فوق‌العاده‌ای در عرصه کمدی داشت همین امر باعث شد تا او در میان واهمه‌های روزگار، یکی از مشهورترین کمدین‌های کشور شود.
ابراهیم عابد در دوران کودکی، همیشه در زمینه‌های هنری مکتب سهم فعالی داشت، طوری‌که بعدها او را در ولایت ننگرهار در نمایش‌نامه‌ها و تمثیلات نیز دعوت می‌کردند تا وسیله‌ای برای خندیدن مرم باشد. عابد در زمان جنگ های داخلی افغانستان از ناچاری مجبور شد تا مدتی را به دور از هنر بگذراند و خود را در شغل‌هایی هم‌چون خیاطی، پرستاری و گل‌دوزی مشغول نگه‌دارد.
آقای عابد مدت چهار‌سال در کشور پاکستان مهاجر بوده است؛ او حتی در دوران مهاجرت نیز از تمثیل و کمدی دست بر نداشت. بعد از مهاجرت، او دوباره به وطن بازگشت و فعالیت خود را در تلویزیون ننگرهار آغاز کرد، چندی بعد، او در برنامه‌ای به نام خنده‌بازار که در تلویزیون طلوع نشر می‌شد، شرکت کرد. بعد از آن، در برنامه شبکه خنده تلویزیون طلوع به فعالیت ادامه داد، همین نقش های افراد برجسته؛ مانند: رئیس‌جمهور غنی، مدیران ارشد کشور و ژنرالان ارتش در شبکه خنده بود که او را زبان‌زد مردم افغانستان کرد.
عابد در برنامه‌ای تحت عنوان شبکه خنده، با هنرنمایی‌هایش توانسته است جایگاه ویژه‌ای را در میان مردم به دست آورد. او اکنون کمدین برجسته و مشهور کشور افغانستان به شمار می‌رود و نظیر ایشان بسیار اندک در جامعه افغانستان پیدا خواهد شد.

## حاشیه‌ها
در سال ۱۳۹۶ ویدئویی از آقای عابد در شبکه های اجتماعی منتشر شد که ایشان را مست نشان میداد، وزارت فرهنگ افغانستان نیز به این قضیه واکنش نشان داد 
آقای عابد در ۱۶ جوزای ۱۴۰۰ در یک سانحه ترافیکی زخمی شدند.